# Moussa Shubairi Zanjani
 (août 2020).
 (juillet 2025).
Le contenu est difficilement compréhensible vu les erreurs de traduction, qui sont peut-être dues à l'utilisation d'un logiciel de traduction automatique.
Pour les articles homonymes, voir Zanjani.
Mousa Shubairi Zanjani (persan : موسی شبیری زنجانی, en arabe : موسی الشبيري الزنجاني , né le 2 mars 1928) est un ayatollah iranien. Il est né à Qom, en Iran. Il a étudié au séminaire de Qom sous la direction du Grand Ayatollah Borujerdi et de Mohaqeq Damad.
Il enseigne actuellement[Quand ?] au Séminaire de Qom. Il est un expert de premier plan de la discipline d'Ilm ar-Rijal, qui cherche à porter un jugement authentique et efficace sur la fiabilité des narrateurs de hadith. Il dirige les prières dans le sanctuaire de Fatima Masumeh.